# Буду Наталія
Наталія Буду (рум. Natalia Budu; нар. 7 квітня 1985) — молдовська борчиня вільного стилю, дворазова бронзова призерка чемпіонатів Європи, бронзова призерка чемпіонату світу серед студентів. Майстер спорту міжнародного класу з вільної боротьби.

## Життєпис
Боротьбою почала займатися з 2002 року.
Виступала за борцівський клуб «Вікторія» Кишинів. Тренер — Петру Марта.
Чемпіонка Молдови (2006-16).

## Спортивні результати на міжнародних змаганнях

### Виступи на Чемпіонатах світу
| Змагання                        | Збірна  | Вагова категорія          | Місце |
| ------------------------------- | ------- | ------------------------- | ----- |
| Чемпіонат світу з боротьби 2007 | Молдова | жіноча боротьба, до 48 кг | 32    |
| Чемпіонат світу з боротьби 2008 | Молдова | жіноча боротьба, до 51 кг | 7     |
| Чемпіонат світу з боротьби 2009 | Молдова | жіноча боротьба, до 51 кг | 5     |
| Чемпіонат світу з боротьби 2010 | Молдова | жіноча боротьба, до 51 кг | 14    |
| Чемпіонат світу з боротьби 2011 | Молдова | жіноча боротьба, до 51 кг | 15    |
| Чемпіонат світу з боротьби 2014 | Молдова | жіноча боротьба, до 53 кг | 5     |
| Чемпіонат світу з боротьби 2015 | Молдова | жіноча боротьба, до 53 кг | 14    |

### Виступи на Чемпіонатах Європи
| Змагання                         | Збірна  | Вагова категорія          | Місце  |
| -------------------------------- | ------- | ------------------------- | ------ |
| Чемпіонат Європи з боротьби 2006 | Молдова | жіноча боротьба, до 51 кг | 5      |
| Чемпіонат Європи з боротьби 2007 | Молдова | жіноча боротьба, до 51 кг | 5      |
| Чемпіонат Європи з боротьби 2008 | Молдова | жіноча боротьба, до 48 кг | 6      |
| Чемпіонат Європи з боротьби 2009 | Молдова | жіноча боротьба, до 51 кг | 9      |
| Чемпіонат Європи з боротьби 2010 | Молдова | жіноча боротьба, до 51 кг | 5      |
| Чемпіонат Європи з боротьби 2011 | Молдова | жіноча боротьба, до 51 кг | Бронза |
| Чемпіонат Європи з боротьби 2012 | Молдова | жіноча боротьба, до 51 кг | 10     |
| Чемпіонат Європи з боротьби 2014 | Молдова | жіноча боротьба, до 53 кг | Бронза |
| Чемпіонат Європи з боротьби 2016 | Молдова | жіноча боротьба, до 53 кг | 5      |

### Виступи на Європейських іграх
| Змагання              | Збірна  | Вагова категорія          | Місце |
| --------------------- | ------- | ------------------------- | ----- |
| Європейські ігри 2015 | Молдова | жіноча боротьба, до 53 кг | 5     |

### Виступи на Чемпіонатах світу серед студентів
| Змагання                                        | Збірна  | Вагова категорія          | Місце  |
| ----------------------------------------------- | ------- | ------------------------- | ------ |
| Чемпіонат світу з боротьби серед студентів 2012 | Молдова | жіноча боротьба, до 51 кг | Бронза |

### Виступи на інших змаганнях
| Змагання                                                        | Збірна  | Вагова категорія          | Місце  |
| --------------------------------------------------------------- | ------- | ------------------------- | ------ |
| Олімпійський кваліфікаційний турнір з боротьби 2008 (Едмонтон)  | Молдова | жіноча боротьба, до 48 кг | 13     |
| Олімпійський кваліфікаційний турнір з боротьби 2008 (Хапаранда) | Молдова | жіноча боротьба, до 48 кг | 17     |
| Klippan Lady Open 2010                                          | Молдова | жіноча боротьба, до 51 кг | Срібло |
| Золотий Гран-прі з боротьби 2010 (Кліппан )                     | Молдова | жіноча боротьба, до 51 кг | Срібло |
| Гран-прі Німеччини з боротьби 2010                              | Молдова | жіноча боротьба, до 51 кг | Золото |
| Золотий Гран-прі з боротьби 2010 (Баку)                         | Молдова | жіноча боротьба, до 51 кг | 5      |
| Золотий Гран-прі з боротьби 2011 (Красноярськ)                  | Молдова | жіноча боротьба, до 51 кг | Срібло |
| Турнір Яшара Догу 2011                                          | Молдова | жіноча боротьба, до 51 кг | Бронза |
| Турнір міста Сассарі 2011                                       | Молдова | жіноча боротьба, до 51 кг | Золото |
| Золотий Гран-прі з боротьби 2011 (Баку)                         | Молдова | жіноча боротьба, до 51 кг | 5      |
| Меморіал Іона Корнеану 2011                                     | Молдова | жіноча боротьба, до 51 кг | Срібло |
| Турнір Яшара Догу 2012                                          | Молдова | жіноча боротьба, до 51 кг | Золото |
| Київський Міжнародний турнір з боротьби 2012                    | Молдова | жіноча боротьба, до 51 кг | 9      |
| Турнір Дана Колова — Николи Петрова 2014                        | Молдова | жіноча боротьба, до 53 кг | Золото |
| Турнір міста Сассарі з боротьби 2014                            | Молдова | жіноча боротьба, до 55 кг | Срібло |
| Турнір Олександра Медведя 2015                                  | Молдова | жіноча боротьба, до 53 кг | 15     |
| Турнір «Олімпія» 2015                                           | Молдова | жіноча боротьба, до 53 кг | Бронза |
| Гран-прі Німеччини з боротьби 2015                              | Молдова | жіноча боротьба, до 55 кг | 8      |
| Меморіал Іона Корнеану 2015                                     | Молдова | жіноча боротьба, до 53 кг | Золото |
| Турнір Дана Колова — Николи Петрова 2016                        | Молдова | жіноча боротьба, до 53 кг | Срібло |
| Олімпійський кваліфікаційний турнір з боротьби 2016 (Зренянин)  | Молдова | жіноча боротьба, до 53 кг | 11     |
| Олімпійський кваліфікаційний турнір з боротьби 2016 (Стамбул)   | Молдова | жіноча боротьба, до 53 кг | 10     |
| Меморіал Іона Корнеану і Ладислава Сімона 2017                  | Молдова | жіноча боротьба, до 55 кг | Золото |

### Виступи на змаганнях молодших вікових груп
| Змагання                                       | Збірна  | Вагова категорія          | Місце |
| ---------------------------------------------- | ------- | ------------------------- | ----- |
| Чемпіонат світу з боротьби серед юніорів 2003  | Молдова | жіноча боротьба, до 51 кг | 9     |
| Чемпіонат Європи з боротьби серед юніорів 2004 | Молдова | жіноча боротьба, до 51 кг | 7     |
| Чемпіонат світу з боротьби серед юніорів 2005  | Молдова | жіноча боротьба, до 55 кг | 14    |